# Škoda 40T
Škoda 40T (obchodní název ForCity Smart Plzeň) je typ tramvaje vyráběný v letech 2021–2025 společností Škoda Transportation pro Plzeňské městské dopravní podniky.

## Konstrukce
Typ konstrukčně vychází z typu Artic ForCity Smart provozovaného v Helsinkách. Jedná se o tříčlánkovou obousměrnou tramvaj se stoprocentním podílem nízkopodlažnosti. Vozidla mají pětici dveří na obou stranách karoserie a plně otočné podvozky s nízkými nápravovými tlaky. Výbava zahrnuje klimatizaci v celém vozidle.

## Dodávky tramvají
V roce 2018 vyhlásily Plzeňské městské dopravní podniky (PMDP) výběrové řízení na dodávku až 22 nových velkokapacitních tramvají, mimo jiné kvůli tehdy plánovanému otevření tramvajové trati na Borská pole. Jediným účastníkem tendru se stala plzeňská firma Škoda Transportation. Obě strany podepsaly kontrakt dne 9. října 2018. Smlouva byla uzavřena na nákup dvou vozidel s opcí na dalších dvacet kusů (opce na 10 vozů byla využita v říjnu 2021, opce na zbylých 10 kusů posléze; celková hodnota kontraktu dosáhla výše 1,3 miliardy korun). V říjnu 2019 výrobce ukončil vývoj a představil definitivní podobu tramvají. První dva vozy měly být podle původních předpokladů do Plzně dodány v říjnu 2020, k čemuž však vlivem zpoždění kvůli vývoji nové konstrukce podvozku nedošlo. První tramvaj byla do areálu PMDP převezena v červenci 2021, od srpna do října 2021 tento vůz, označený číslem 385, absolvoval několikaměsíční zkušební jízdy bez cestujících. Následovaly zkušební jízdy s cestujícími (poprvé vypraven 9. listopadu 2021), na druhém voze č. 386, dodaném v říjnu 2021, probíhaly homologační zkoušky. Po schválení typu a získání průkazů způsobilosti byly obě tramvaje 29. dubna 2022 předány PMDP. Během roku 2022 měl výrobce dodat dalších deset vozů, zbylých deset pak v průběhu roku 2023. Došlo však ke zpoždění, takže dodávky první opční desítky tramvají začaly v dubnu 2023 a skončily v lednu 2024. Vozy z druhé opce s mírně upraveným interiérem byly dodávány od listopadu 2024 do června 2025.
| Současný stát | Město | Článek | Typ  | Roky dodávek | Počet vozů | Evidenční čísla při dodání | Poznámky | Zdroj  |
| ------------- | ----- | ------ | ---- | ------------ | ---------- | -------------------------- | -------- | ------ |
| Česko         | Plzeň | článek | 40T0 | 2021         | 2          | 385, 386                   |          | [ 12 ] |
| Česko         | Plzeň | článek | 40T1 | 2023–2024    | 10         | 387–396                    |          | [ 12 ] |
| Česko         | Plzeň | článek | 40T2 | 2024–2025    | 10         | 397–406                    |          | [ 12 ] |